# Baylan Skoll
Baylan Skoll es un personaje ficticio de Star Wars. El personaje fue creado por Dave Filoni, apareciendo por primera vez en la serie de Ahsoka, interpretado por el actor Ray Stevenson en la primera temporada. Tras el fallecimiento de Stevenson, el personaje será interpretado por el actor Rory McCann. Su nombre es una alusión al lobo celestial Sköll en la mitología nórdica, el compañero del lobo celestial Hati.

## Biografía ficticia
Skoll anteriormente era un Jedi, el cual logró sobrevivir a la Purga Jedi encabezada por Darth Sidious, Anakin Skywalker y el Imperio Galáctico. Skoll luego se convirtió en un jedi oscuro y mercenario, trabajando para el Gran Almirante Thrawn. Skoll tiene una aprendiz llamada Shin Hati.

## Apariciones
Series de TV
- Ahsoka (2023).